# コサキンDEラ゛ジオ゛!
『コサキンDEラ゛ジオ゛!』（コサキンでラジオ）は、日本のテレビバラエティ番組である。
コサキン（小堺一機と関根勤）が出演。2010年4月よりテレビ朝日が制作（2010年10月よりBS朝日との共同制作）し、同局系列の衛星放送チャンネルに向けて放送された。BS朝日では毎週土曜26:00 - 26:30、テレ朝チャンネルでは同年6月4日から毎週金曜22:00 - 22:30（初回放送）、地上波では琉球朝日放送が同年11月19日から毎週金曜25:45 - 26:15にそれぞれ放送されていた。毎週の放送枠ではあるが、2012年4月からは新作と過去分の再放送が交互に行われていた。2013年4月6日の放送をもって終了した。
上記のタイトル は、タイトルロゴ上での表記である。

## 概要
TBSラジオで長年にわたり放送され、2009年に終了したラジオ番組「コサキンDEワァオ!」等のコサキンシリーズを受け継ぐテレビ番組である。主に「中2の男子が放課後、教室に集まってしているような、くだらなくて意味のない会話...」というコサキンのフリートークと、週替わり企画（テーマに基づいたトークやコント）の二部構成である。番組最後の投稿コーナーは番組公式のTwitterで受け付ける（現在は休止）。コサキンシリーズのテレビ番組としては『コサキンルーの怒んないで聞いて!!』（TBS系列）以来16年ぶりとなる。
番組タイトルにもある通り、ラジオスタジオ風のセットに2人が向かい合って座り、トークを繰り広げるという「ラジオスタイル」で放送が行われる。机の上には「画カフ」「音カフ」と書かれた2台のカフボックスが置かれており、それぞれの「カフ」を出演者が独自に操作して下げている（スイッチ・オフ）間は映像、音声が差し替えられる。主に「画カフ」は古い雑誌など権利関係で映せないものを見る時、「音カフ」は下ネタなどを発言する時に使う。
テロップ類は地上波番組と比べるとあまり使用しないが、トーク中に出てきた人名等の固有名詞については、逐一画面に表示している。また、番組内では楽曲が使用されず、OPコールも含め即興で出演者が歌う。
基本的には小堺・関根の2名だけで進行し、横にいるスタッフ（構成作家3名）が小さな笑い声を上げたり、資料を差し出すなどしている。まれにゲストが登場する場合もある。
なお、収録に使われるスタジオは番組収録専用のスタジオではなく、普段は音声収録の為のスタジオとして使用されている。また、構成作家陣は画面向かって右側、すなわち小堺の背後に並んで座っているが、カメラに写らないぎりぎりの位置にいる（ごく希にカメラワークの関係で足下が見切れることがある）。

## 進行
- OPトーク(約10分)
  - 毎週スタジオにお土産が送られていき、背景が豪華になる、背景の小堺・関根の直筆ロゴは週ごとに入れ替わる
- CM（BS朝日）、CS特典映像（テレ朝チャンネル）(1分)
- 週替わり企画(約10分)
  - サブタイトルの項を参照
- CM（BS朝日）、CS特典映像（テレ朝チャンネル）(2分)
- エンディング(約2,3分)
  - 現在はその週の感想などを言い合い、最後に「パッフォーン」[注釈 5] と叫んで終わる。

### 過去
- コサキンtwitterDEトーク(約2,3分)
  - エンディングの投稿コーナー。1週で採用されるネタ数は数通程度である。2011年から休止中。

## 放送時間
- BS朝日 土曜26:00 - 26:30（2012年4月7日 - 2013年4月6日）

新作と再放送（1年以上前の放送回）の1週交互。
- テレ朝チャンネル 初回放送：金曜22:00 - 22:30（2010年6月4日-）、再放送：日曜23:30 - 24:00・火曜17:25 - 17:55

テレ朝チャンネルでは「CS特典映像」として、BS朝日で放送されなかったシーンを付加して放送している。
- 琉球朝日放送(QAB) 金曜25:45 - 26:15、第2週のみ同26:15 - 26:45 （2010年11月19日-）、2011年5月現在約9ヶ月遅れ

最終週は朝まで生テレビ!放送のため休止となる

### 過去の放送時間
- BS朝日 木曜23:30 - 24:00（2010年4月8日〜2010年10月28日、2011年4月7日-2012年3月29日）[注釈 6]、木曜23:25 - 23:50（2010年11月4日-2011年3月31日）

## サブタイトル
※放送日はBS朝日での初回放送日。

## 主な企画
- テレフォンお悩み相談
  - 画面の外に移動した関根がいろいろな人に扮し、パーソナリティの小堺に電話で悩みを相談するコント（ただしやりとりはほぼアドリブ）。第1回にヤブキが登場したり、2番目に有名人が匿名で登場（関根の物まね）したり、毎回最後に「デヅガオザムジ」（本名：ユメガオカスミレ）と名乗る自称アニメ作家（演：関根）が登場し、無茶な相談や苦情を小堺にぶつける。第35回ではせんだみつおが「幻のコメディアン」として登場した（エンドトークにも登場）。
- コサキン即興コント
  - 複数の箱から与えられた設定を基に即興でコントを行う。個人に与えられる設定は「年齢」「性格」「職業」であり、第2回放送から場所を示す「にて」が追加される。
- その他
  - 箱の中に入れられた紙をくじ引きの要領で取り出し、フリートークを行う企画が多い（「コサキン食べ物語」など）。

## DVD
- コサキンDEラ゛ジオ゛! クロ盤（ポニーキャニオン、2011年3月16日発売）
- コサキンDEラ゛ジオ゛! グレ盤（ポニーキャニオン、2011年6月15日発売）

## コサキンDEクエスト!
2013年7月15日、原宿クエストホールにて行われた公開収録イベント。「コサキンDEラ゛ジオ゛!」同様、ステージには机が置かれ、トークやミニコント、事前に観客から募集したリクエストに応えるコーナーなどを行った。
後日BS朝日にて、原宿クエストの各店舗をコサキンが訪れた映像を交えつつ、4回にわたりイベントの模様が放送された。

## スタッフ
- 企画：壹岐正
- 構成：舘川範雄
- ブレーン：鶴間政行、有川周一
- 技術：テレテック
- 編集：麻布プラザ
- タイムキーパー：玉井正美
- メイク：特攻隊
- アシスタントディレクター：豊島大地
- アシスタントプロデューサー：蛯名那津子
- ディレクター：伊戸川俊伸、山下敦司
- プロデューサー：鈴木さちひろ（テレビ朝日）、及川俊明、井手上飛鳥（BS朝日）
- 企画協力：手塚賀雄・色摩茂雄（浅井企画）
- 制作協力：Oi Corporation
- 制作著作：テレビ朝日（第1回-） 、BS朝日（第27回-）